# Solpuga zuluana
Solpuga zuluana är en spindeldjursart som beskrevs av Lichtenstein 1796. Solpuga zuluana ingår i släktet Solpuga och familjen Solpugidae. Inga underarter finns listade i Catalogue of Life.